# Pheidiasz

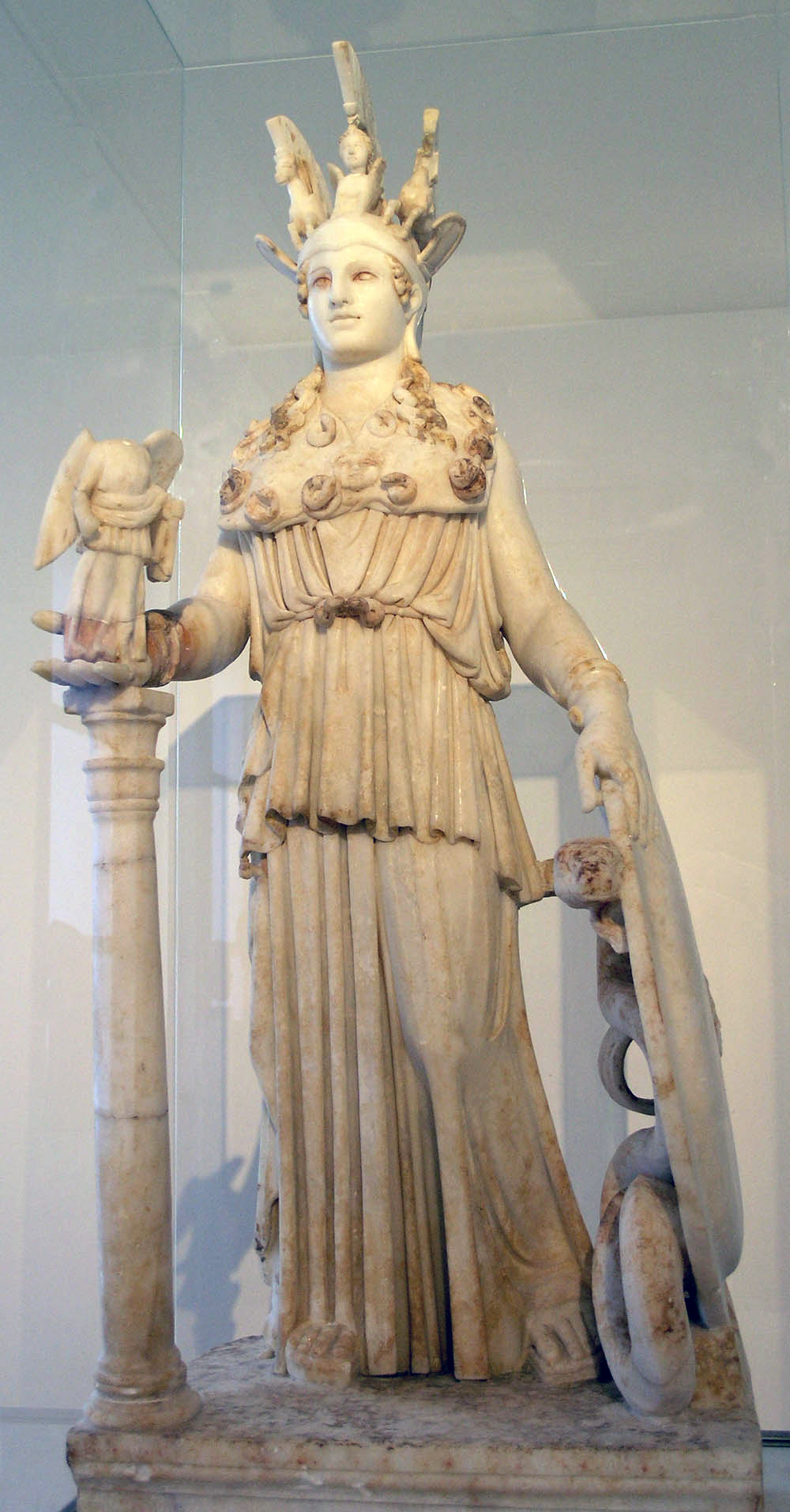
„Athéna Parthenosz" (Szűz Athéna) aranyból és elefántcsontból készült szobra

Pheidiasz (i. e. 500 – i. e. 430 körül)  szobrász és építész, az ókori görög klasszikus szobrászat legnagyobb alakja.  Olümpiai Zeusz-szobra egyike volt az ókori világ hét csodájának. Műveit elsősorban római kori másolatok formájában, illetve korabeli leírások alapján ismerjük. Idősebb Plinius szerint a szobrászat története az ő fellépésével kezdődött.

## Életrajza
Már húszéves korában a szobrászat elismert mestereként tartották számon. Apja Kharmidész volt. Fiatal korában festőként is próbálkozott, később  Hageladasz és Hégiasz tanítványa lett. Első szobrai közvetlenül a perzsa háborúk után születtek az athéni állam megrendelésére. Jelentős ebből a korszakából (i. e. 470 és i. e. 450 között) a marathóni győzelem emlékére Delphoiban emelt szoborcsoportja, melynek központi alakja Miltiádész volt. Az athéni Akropoliszon, a  parthenónban felállított  9 méter (16,5 m a talapzattal együtt) magas  bronz Promakhosz Athéna  szobrának sisakját korabeli leírások szerint a hajósok a tengerről is látták. Sajnos ez a szobor csak későbbi római másolatok formájában maradt ránk. Plataiban a döntő, perzsák elleni ütközet emlékére elkészítette a „Harcos Athéna” (Athéna Areira) szobrát márványból,  arany berakásokkal.
i. e. 447-től mint Periklész bizalmasa, és jó barátja az athéni Akropolisz építésében vett részt, ahol a szobrászok munkáját közvetlenül irányította és felügyelte. Az ő útmutatásai alapján épült a Parthenón, Propülaia, Erekhtheion  és sok egyéb építmény.
A Parthenón felépítése után  Periklész ellenségei meggyanúsították Pheidiaszt, hogy a számára kiutalt nemesfémeket és elefántcsontot hűtlenül kezelte. Miután tisztázta magát, istentelenséggel vádolták, mivel az Akropoliszon felállított Athéna szobrának pajzsán Periklész és a saját képmását örökítette meg. A szobrászt börtönbe vetették, és Plutarkhosz szerint ott is halt meg, ám egy másik, korabeli forrás arról ír, hogy  kiszabadult, és Olümpiába ment. Ott megalkotta főművét, Zeusz 12 méter magas arany-elefántcsont ülőszobrát Panainosz és Kolótész közreműködésével, amelyet az ókori világ hét csodájának egyikeként tartanak számon.

## Művei
Az Akropoliszon feltárt, úgynevezett Elgin-márványok alapján ismerjük művészi alkotásait. A 160 m hosszú frízen megörökíti a Panathénaia-ünnepi felvonulást,  a metopék 92, mitológiai harcokat ábrázoló domborművet tárnak elénk. Pheidiasz szobrokat szentelt  Athéna születésének, illetve az istennő és Poszeidón vetélkedését Attikáért. A domborművek eltérő vonásai valószínűsítik, hogy a mester csak vázlatokat, útmutatást nyújtott a szobrászoknak a művek elkészítéséhez. A frízeken  egyúttal  nyomon követhető Pheidiasz művészi fejlődése is: amíg a korai metopéken szigorú, klasszikus hatás érződik és később, mint például a keleti oromcsoport alkotásaiban, a mester kiérlelt egyéni stílusa, addig a fríz utolsó darabjain már a klasszikus ábrázolásmód felbomlása fedezhető fel. Az ókori hagyomány Pheidiasznak tulajdonítja az „Athéna Parthenosz" (Szűz Athéna) aranyból és elefántcsontból  készült 12 méter magas kultuszszobrát is. A szobor  nem maradt fenn, de kicsinyített másolatokból, pénzérmékről, gemmákról rekonstruálható. Az istennő,  jobbkezében Niké-szobrot tartott,  lábához támasztott pajzsán athéniek és amazonok harcát ábrázolta a szobrász, a pajzs belső oldalán az istenek és gigászok harcát véste és festette meg. Athéna sisakján mitológiai szörnyek voltak láthatók. Az istennő saruján kentaurok és lapithák harca, a szobor talapzatán Pandóra születését örökítette meg.
Az olümpiai Zeusz szobor a főistent mitológiai alakokkal díszített trónszékén ülve ábrázolja.  A 12 méter magas szobor uralta a templom teljes magasságát. Jobb kezében, akárcsak a partheóni Athéné,  Niké-szobrot tartott, a baljában jogart. A talapzat reliefjein Aphrodité születését mintázta meg. A szobor tényleges kinézetét sokáig csak  római pénzek és gemmák alapján ismerték, azonban 1954–58-ban a  szobor aranyrészeinek negatív öntőformái is előkerültek Pheidiasz műhelyéből. Ugyanitt megtalálták a szobrász ivóedényét is, amelyen a neve is olvasható. Pauszaniasz Periégétész egy leírásában említést tesz erről a műhelyről.
Feljegyzésekből tudjuk, hogy arany-elefántcsont Athéné szobrot készített Pellénében; az athéni Akropoliszon megalkotta az Athéna Lémniát, ahol az istennőt, levetett sisakkal ábrázolja. Ezt is csak római kori másolatokból ismerjük. Készített ugyanitt egy  Apollón-szobrot bronzból, ez lehetett a kasseli típusú Apollón másolatok eredetije; Éliszben szoborba foglalta a lába előtt teknősbékával álló  „Égi Aphrodité" alakját aranyból és elefántcsontból. Epheszoszban szobrászversenyen  vett részt  Krészilasszal, Phradmónnal és Polükleitosszal amelyen Lándzsára támaszkodó „Sebesült Amazon"-ja  alulmaradt vetélytársai alkotásaival szemben.  Stílusa alapján neki tulajdonítják az ugyancsak másolatokban fennmaradt  Anakreón szobrot is. 
Leírások szólnak arról, hogy ötvösmunkákat is készített.